# Derek Ansell
Derek Ansell (* 13. August 1934 in London; † 13. Dezember 2024 in Newbury (Berkshire)) war ein britischer Autor und Jazzkritiker, der häufig für das Jazz Journal schrieb.

## Leben und Wirken
Ansell besuchte nach seiner schulischen Ausbildung die St. Martin’s School of Art und arbeitete einige Jahre als Werbezeichner, bevor er zunächst in den Verkauf wechselte, erst in London und dann in Preston, Lancashire, wo er sechs Jahre verbrachte, bevor er 1964 nach Newbury zog. Zu den Unternehmen, für die er arbeitete, gehörte Olivetti, das für seine Schreibmaschinen bekannt war. Daneben schrieb er Konzertrezensionen für die Newbury Weekly News, einer Lokalzeitung.
Erstmals Mitte der 1980er-Jahre erschienen Artikel Ansalls im Jazz Journal, beginnend mit einem Beitrag in der Reihe Forgotten Ones über den Bassisten Doug Watkins. Es folgten Artikel über Ernie Henry, Philly Joe Jones, Hank Mobley, Paul Chambers, Tommy Flanagan, Elvin Jones, Thelonious Monk, Jackie McLean, Tina Brooks, Roy Hargrove und Delfeayo Marsalis. Seine Features und Interviews blieben bis in die 2000er-Jahre ein wichtiger Bestandteil des Jazz Journal. Daneben veröffentlichte er auch belletristische Bücher und mehrere Biografien über Jazzmusiker, darunter ein Werk über den Pianisten Sonny Clark. Andere Bücher waren „Workout: The Music of Hank Mobley“ (Northway Publications, 2008) und „Sugar Free Saxophone: The Life and Music of Jackie McLean“.

## Publikationen (Auswahl)
- The Whitechapel Murders. 1999, ISBN 978-0-7544-0053-0.
- Workout: The Music of Hank Mobley. Northway Publications 2008, ISBN 978-0955090882.
- The Whitechapel Murders – The Life and Death of Jack the Ripper. 2008, ISBN 978-1-4092-0852-5.
- Sugar Free Saxophone: The Life and Music of Jackie McLean Northway Publications 2012, ISBN 978-0-9557888-6-4.
- A Safe Place to Stay. Blurb, 2021, ISBN 1715545540 / ISBN 9781715545543.
- The Titian Portrait. Next Chapter, 2021, ISBN 4867459623 / ISBN 9784867459621.